# Gressingham
 (avril 2023).
Gressingham est un village et une paroisse civile du Lancashire, en Angleterre.